# Immer dieser Michel 2. – Michel muß mehr Männchen machen
Immer dieser Michel 2. – Michel muß mehr Männchen machen ist ein Film des Regisseurs Olle Hellbom aus dem Jahr 1972. Er ist der zweite Film der dreiteiligen Adaption der Romane über Michel aus Lönneberga von Astrid Lindgren.

## Handlung
Vor vielen Jahren lebte auf dem Katthult-Hof in Lönneberga ein kleiner Junge namens Michel, dem mit seinen fünf Jahren nahezu täglich neue Missgeschicke passieren, was den Einwohnern des Dorfes sehr zu schaffen machte. Manch Missgeschick von Michel wird von den Erwachsenen fälschlicherweise als hinterlistiger Streich ausgelegt, nur weil die Folgen mit sehr viel Unannehmlichkeiten für die Eltern und die Bewohner von Lönneberga verbunden sind.
Eines Tages brachten die Leute Michels Mutter einen Beutel voll Geld, das sie gesammelt hatten, um Michel nach Amerika zu schicken, damit es im Dorf wieder ruhiger werden sollte. Doch Michels Mutter ist empört und wirft den Leuten ihr Geld vor die Füße. Sie liebt ihren Sohn und weiß, dass er es nie böse meint und es oftmals nur Missgeschicke sind.
Obwohl Michel meist von seinem Vater in den Holzschuppen gesperrt wurde, wenn er gerade wieder etwas angestellt hatte, so hat er sich hier fast ein zweites Zuhause eingerichtet. Deshalb sperrt er sich mitunter hier selbst ein und verriegelt die Tür von innen, wenn sein Vater ihn wieder einmal bestrafen will. So kann er in aller Ruhe seine Holzmännchen schnitzen, von denen er im Laufe der Zeit schon eine recht große Menge angefertigt hat. Auch seine Mutter schrieb Michels tägliche, als Streiche empfundene Missgeschicke in ein blaues Heft, und auch das war schon eine beträchtliche Sammlung geworden.
Während Lina, die Magd auf dem Hof, Michel nicht besonders leiden konnte, war das bei Alfred dem Knecht ganz anders. Die beiden mochten sich gern. Auch Michels kleine Schwester Ida ließ nichts auf ihren großen Bruder kommen. Am Abend ging Michel mit Alfred zum See um Krebse zu fangen. Eigentlich wollte er seinen Vater damit nur milde stimmen, weil er ihm am Tag den Farbeimer so hingestellt hatte, dass er hineintreten musste. Doch auch das machte er wieder mal so ungeschickt, dass die vielen Krebse wieder aus der Schüssel krabbeln und sich im ganzen Haus verteilen. So kneift den Vater schon am frühen Morgen einer der Krebse in den Fuß. Ansonsten hatten sie aber drei Tage zu essen und Michel konnte sogar einige Krebsschwänze im Dorf verkaufen.
Am letzten Mittwoch im Oktober fahren Michel, seine Eltern mit Ida, Alfred und Lina zum traditionellen Markt nach Vimmerby. Nur Krösa-Maja bleibt zu Hause und hütet den Hof. Auf dem Markt geht es turbulent zu. Michels Mutter hat Eier und Wolle mitgenommen, die sie auf dem Markt verkaufen will. Michel und sein Vater sehen sich auf dem Viehmarkt um und Michel findet Gefallen an einem Pferd, aber dem Vater ist es zu teuer und so kauft ein anderer den Lukas. Zum Mittagessen ist Michels Familie bei Frau Petrell eingeladen. Gegenüber ist das Haus des Bürgermeisters und Michel freundet sich sofort mit dessen Sohn an. Er hat Stelzen und Michel versucht damit zu laufen. Doch das endet in einer kleinen Katastrophe, denn er stürzt durchs Fenster von Frau Petrell mit dem Kopf mitten in die Suppenschüssel. Frau Petrell fällt sofort in Ohnmacht, und da seine Eltern nach Wasser suchen und ewig nicht wiederkommen, schüttet Michel der Frau den Rest der Blaubeersuppe übers Gesicht. Michels Vater ist derart erbost, dass er den Jungen an den Ohren packt und hin und her schüttelt. Anschließend holt er vom Markt gleich eine neue Fensterscheibe und repariert den Schaden, den sein Sohn angerichtet hat. Michel rennt derweil aus dem Haus wieder zurück auf den Markt. Dort kommt er gerade hinzu, als der neue Besitzer von Lukas das Pferd beschlagen lassen will. Da es nicht still hält, wettet Michel mit dem Besitzer, dass er es schaffen würde, dass sich Lukas beschlagen lässt. Das gelingt, und fortan gehört das Pferd Michel, der ganz stolz zurück zum Haus von Frau Petrell reitet. Dummerweise lässt er sich von des Bürgermeisters Sohn überreden mit dem Tier ins Haus seines Vaters zu reiten und anschließend auch noch das vorbereitete Feuerwerk anzuzünden, was erneut Ärger bringt. Im Ort denken nun alle, der schon lange angekündigte Komet stürze auf die Erde. Auf dem Heimweg dann ist Michels Vater zum ersten Mal stolz auf seinen Sohn. Der hatte zwar Frau Petrell und halb Vimmerby mit seinen Streichen schier zu Tode erschreckt, aber dafür ein Pferd ganz umsonst bekommen. Sein Stolz legt sich, als Michel ihn Tage später versehentlich im Toilettenhaus einschließt und er dadurch das gute Essen verpasst. Nachdem sich Anton Svensson von Alfred befreien lässt, flüchtet Michel ganz schnell in den Holzschuppen.
Kurz vor Weihnachten fällt der erste Schnee und bei den abendlichen Schnitzarbeiten verletzt sich Alfred am Daumen, was sich zu einer Blutvergiftung entwickelt. Michel kümmert sich rührend um seinen besten Freund. Als dieser zu fiebern beginnt, meint Michel, Alfred müsste zum Arzt nach Mariannelund gefahren werden, aber der Schneesturms lässt das nicht zu. Michel will das nicht so einfach hinnehmen. Er spannt heimlich seinen Lukas vor den Pferdeschlitten und macht sich am frühen Morgen mit Alfred auf den Weg nach Mariannelund. Obwohl das Pferd jung und kräftig ist und den Weg in den Ort von früher kennt, bleibt er in dem schneeverwehten Weg stecken. Zum Glück ist ein Bauerngehöft in der Nähe und Michel holt den Bauern zu Hilfe. Dieser zieht ihm den Schlitten aus der Schneewehe, will ihm aber kein frisches Pferd für den Rest der Strecke leihen. Michel muss mit Lukas weiterfahren und kommt an das Ende seiner Kräfte. Der Schneesturm peitscht ihm ins Gesicht und er weiß nicht, wie er es schaffen soll. Michel ist am Verzweifeln, doch zu seiner Rettung kommt ein Pferde-Schneepflug, der den Weg nach Mariannelund frei macht. Gerade noch rechtzeitig kann Alfred nun behandelt werden. Der Arzt schickt alle seine wartenden Patienten nach Hause und kümmert sich einzig um den schwerkranken Alfred. Michel weicht nicht von Alfreds Seite und bleibt sogar, als diesem seine Hand aufgeschnitten werden muss. Nach ein paar Tagen fahren beide wieder nach Hause und die Leute von Mariannelund haben Michel nun auch mal von seiner heldenhaften Seite kennengelernt. In einem Brief, den der Arzt mitgegeben hat steht, dass Michels Eltern stolz auf ihren Sohn sein können. Anton Svensson hat jedoch gerade seine eigenen Sorgen, denn er hat Magenschmerzen. Damit diese sich bessern, hat er sich einen heißen Topfdeckel auf den Bauch gelegt. Michel will den abgekühlten Deckel wieder auf dem Küchenherd nachwärmen. Dabei meint er es wie so oft zu gut und lässt ihn richtig heiß werden und packt ihn dem schlafenden Vater auf den Bauch.

## Synchronisation
In der Kinoversion wurden nicht nur andere Synchronsprecher eingesetzt als in der Fernsehserie, auch die Dialoge weichen deutlich von denen der Fernsehfassung ab.
| Rolle          | Darsteller        | Synchronsprecher  |
| -------------- | ----------------- | ----------------- |
| Erzählerin     | Astrid Lindgren   | Margot Trooger    |
| Michel         | Jan Ohlsson       | Gould Maynard     |
| Alma Svensson  | Emy Storm         | Eva-Maria Lahl    |
| Anton Svensson | Allan Edwall      | Holger Hagen      |
| Ida            | Lena Wisborg      | Inga Nickolai     |
| Lina           | Maud Hansson      | Kathrin Ackermann |
| Alfred         | Björn Gustafson   | Horst Raspe       |
| Krösa Maja     | Carsta Löck       | Carola Höhn       |
| Frau Petrell   | Hannelore Schroth | Hannelore Schroth |
| Bürgermeister  | Rudolf Schündler  | Rudolf Schündler  |
| Pferdehändler  | Bertil Norström   | Bruno W. Pantel   |

## Kritiken
„Leicht inszenierter, lustiger Film über Kindheitserlebnisse und -streiche des kleinen Michel. […] Perfekt inszenierte gefällige Unterhaltung für Kinder.“

## Sonstiges
Zwischen 1975 und 1976 wurde unter dem Namen Michel aus Lönneberga die deutsch-schwedische Serienfassung der Filme veröffentlicht. In dieser wurden die Abenteuer und Missgeschicke in einzelnen Folgen gesendet:
- Als Michel auf den Markt fuhr
- Als Michel ein Held wurde